# Antymonek itru
Antymonek itru, YSb – nieorganiczny związek chemiczny z grupy antymonków zawierający itr na III stopniu utlenienia. Można go otrzymać w wyniku ogrzewania stechiometrycznej mieszaniny itru i antymonu w 800 °C bez dostępu powietrza. Tworzy kryształy w układzie regularnym o temperaturze topnienia 2300–2600 °C. Jest półprzewodnikiem.